# René Schnitzler
René Schnitzler (* 14. April 1985 in Mönchengladbach) ist ein deutscher Fußballtrainer und -spieler.

## Karriere
Schnitzler begann seine Laufbahn in der Oberliga Nordrhein als Spieler der Amateurmannschaft von Borussia Mönchengladbach und setzte diese in der Regionalliga für die Zweitvertretungen der Borussia und Bayer 04 Leverkusen fort. In der Saison 2006/07 war er Stammspieler beim Drittliga-Team der Mönchengladbacher Nachwuchsmannschaft und erzielte 14 Tore. Aufgrund seiner Leistung durfte er regelmäßig mit der Erstligamannschaft des Vereins trainieren. Am 34. Bundesliga-Spieltag gab er sein Debüt in der ersten Liga. In der Partie gegen den VfL Bochum wurde er von Trainer Jos Luhukay Mitte der zweiten Halbzeit für Kahê eingewechselt.
Zur Saison 2007/08 wechselte Schnitzler zum Zweitligisten FC St. Pauli. Dort unterschrieb er einen bis zum 30. Juni 2009 laufenden Vertrag. Anfang Mai 2009 wurde Schnitzler jedoch von seinem Arbeitsvertrag freigestellt.
Ende August 2009 wechselte Schnitzler zum FC Wegberg-Beeck, der in der Verbandsliga Mittelrhein spielte. Mit diesem Verein gewann er die Meisterschaft und stieg in die NRW-Liga auf. Am 15. Dezember 2010 wurde sein Vertrag aufgelöst, der Verein wollte ihm eine Rückkehr in den Profifußball ermöglichen. Im Februar 2011 schloss sich Schnitzler dem Mönchengladbacher Kreisligisten 1. FC Bettrath an.
Anfang Januar 2011 gestand Schnitzler, dass er während seiner Tätigkeit beim FC St. Pauli insgesamt 100.000 Euro von einem Mitglied der „Fußballwettmafia“ erhalten habe. Der Ausgang der Spiele gegen den FC Augsburg, Hansa Rostock, den MSV Duisburg und zweimal beim 1. FSV Mainz 05 sollte manipuliert werden. Für tatsächliche Manipulationen gab es jedoch keine Anzeichen. Dennoch sperrte ihn das DFB-Sportgericht im Juli 2011 für den Zeitraum 30. März 2011 bis einschließlich 30. September 2013 nicht nur als Spieler, sondern auch für jegliche weitere Funktionen beim DFB, seinen Mitgliedsverbänden sowie deren Vereinen und Kapitalgesellschaften. Die Sperre fiel kürzer aus als maximal möglich, da der DFB Schnitzler seine Mitwirkung an der Aufklärung zumindest in Teilbereichen anrechnete.
Nach Ablauf seiner Sperre schloss er sich seinem Jugendverein Rheydter SV an. Dort übernahm er das Amt des Spielertrainers. Mit dem Klub stieg er in der Folgezeit jedoch aus der Landesliga (2014) und Bezirksliga (2015) bis in die Kreisliga A ab.
2011 veröffentlichten Wigbert Löer und Rainer Schäfer das Buch „Zockerliga. Ein Profifußballer packt aus“, in dem Werdegang, Fußball- und Zockerkarriere von René Schnitzler dokumentiert werden und das die Haltung des Profi-Fußballs zum Glücksspiel generell in Frage stellt.

## Wettskandal
Im April 2015 wurde Schnitzler vom Landgericht Bochum zu einer Geldstrafe von 900 Euro wegen versuchter Steuerhinterziehung verurteilt. Er hatte 60.000 Euro Bestechungsgeld für Spielmanipulationen angenommen, dieses Geld aber nicht versteuert. Vom Vorwurf des Wettbetruges wurde er freigesprochen, weil eine ernstgemeinte und verbindliche Manipulationsabrede nicht festgestellt werden konnte.

## Werke
- René Schnitzler. Zockerliga: Ein Fußballprofi packt aus. Von Wigbert Löer und Rainer Schäfer. Gütersloher Verlagshaus; Gütersloh 2011, ISBN 978-3-579-06691-2